# 狭带瓦韦
狭带瓦韦（学名：Lepisorus stenistus）为水龙骨科瓦韦属下的一个种。

## 扩展阅读
- 維基物種上的相關：狭带瓦韦